# Edge e Christian
Edge e Christian (E&C) foi uma tag team composta por Edge (Adam Copeland) e Christian (William Reso, que normalmente usa o seu nome do meio de Jason), que trabalharam na WWE e no circuito independente canadense. Eles ganharam o WWF Tag Team Championship em sete ocasiões. Inicialmente, os dois foram retratados como irmãos, mas o aspecto foi enfatizado até meados da década de 2000 e, em 2010, os dois foram oficialmente reconhecidos como amigos de infância. Em 2011, eles reuniram-se brevemente no SmackDown. Edge, no entanto, anunciou sua aposentadoria do wrestling profissional, devido a uma lesão no episódio de 11 de abril do Monday Night Raw, o que acabaria por terminar com a dupla. A popularidade da equipe impulsionou Edge e Christian para o sucesso em suas lutas individuais, com os dois se tornando campeões mundiais por várias vezes em suas carreiras.
Em 2008, a WWE nomeou Edge e Christian como a 4ª melhor tag team da história do wrestling profissional. Em 2012, a WWE nomeou os dois como a melhor tag team da história da WWE.

## História

### Circuitos Independentes
Copeland e Reso formaram uma tag team no circuito independente canadense, depois de completar a sua formação com Ron Hutchinson, principalmente usando os ring names de Sexton Hardcastle e Christian Cage, respectivamente. Sua tag team lutou sob diversos ring names, como "High Impact", "Suicide Blondes", "Revolution X", "Hard Impact" e "Canadian Rockers". Eles faziam parte de uma facção denominada "Thug Life" em 1997. A stable consistia em Cage, Hardcastle, Joe E. Legend, Rhino Richards, Bloody Bill Skullion, Big Daddy Adams e Kane Martin. Em 1998, Sexton e Christian começaram a lutar em várias promoções independentes, como Insane Championship Wrestling (ICW) e Southern States Wrestling (WSW).
A dupla ganhou o Streetfight ICW Tag Team Championship duas vezes e SSW Tag Team Championship uma vez durante sua estadia no circuito independente.

### World Wrestling Federation/Entertainment

#### The Brood (1998)
No Raw is War de 22 de junho de 1998, "Edge" (Copeland) estreou na World Wrestling Federation (WWF) contra Jose Estrada. Ele era um misterioso e "solitário" personagem, que surgiria da multidão antes de suas lutas. Eventualmente, ele começou uma briga com Gangrel. No In Your House: Breakdown, durante uma luta de Edge contra Owen Hart, uma pessoa desconhecida, semelhante a Edge, entrou no ringue, o distraindo o suficiente para permitir que Owen Hart conseguisse a vitória. Mais tarde, foi revelado que esta pessoa era "Christian" (Reso), irmão de Edge na história, que estava aliado a Gangrel, como seu seguidor vampiro. Depois de alguns confrontos entre os dois irmãos góticos, Edge foi convencido a 'voltar para casa' com Christian e Gangrel, e os três formaram uma stable conhecida como "The Brood".
No In Your House: Rock Bottom, o bando derrotou a J.O.B. Squad (Al Snow, Bob Holly e Scorpio). O The Brood brevemente se juntou a stable de Undertaker: o Ministry of Darkness, mas saíram, depois que Christian foi sequestrado e quase sacrificado por não revelar o paradeiro de Stephanie McMahon para Ken Shamrock. Depois de uma pequena rivalidade com o Ministry, Gangrel exigiu que Edge e Christian concordassem em se aliar novamente a eles. Edge e Christian se recusaram e romperam o The Brood com Gangrel, transformando-os em faces. A partir daí, ele começariam uma rivalidade com os Hardy Boyz (Matt e Jeff Hardy), que brevemente também formaram uma nova stable com Gangrel, antes de romperem com ele também.

#### Five Seconds Pose
A esta altura, Gangrel estava completamente fora de cena, e inevitavelmente, os Hardys assumem o posto de principal dupla da WWE. Portanto, a fim de se manterem e continuarem a sua própria progressão como uma tag team, Edge e Christian redefiniram-se como dois surfistas heels. Os dois estiveram envolvidos em diversas travessuras cômicas, incluindo tirar sarro de seus adversários, usar frases estranhas e exclusivas (a mais notável é "reing of awesomeness"), e se vestir em trajes bizarros. Outra marca registrada deles foi a "Five Seconds Pose". Essa postura servia para tirar sarro tanto de seus adversários quantos dos aspectos de orgulho da cidade, para gerar uma reação negativa da multidão.

#### Perseguições pelo tútulo
Edge e Christian estiveram envolvidos em vários combates de tag team com os Hardy Boyz. Na WrestleMania 2000, eles derrotaram os tag team champions Dudley Boyz (Bubba Ray Dudley e D-Von Dudley) e os Hardy Boyz em uma triangle ladder match pelo WWF Tag Team Championship. No Backlash, a dupla manteve seus títulos contra a D-Generation X (X-Pac e Road Dogg). Eles posteriormente começariam uma rivalidade com a Too Cool (Scotty 2 Hotty, Brian Christopher e Rikishi). No Raw is War de 29 de maio, eles perderam os títulos para Scotty e Christopher. No King of the Ring, a dupla derrotou a Too Cool, os Hardy Boyz e a T & A  (Test e Albert) em uma Four corners elimination match para ganhar o seu segundo WWF Tag Team Championship.
No Summerslam, eles defenderam os seus títulos com sucesso contra os Dudleyz e Hardyz na primeira Tabbles, ladders and chairs match (TLC match) da história. Edge e Christian afirmaram em um segmento que em vez de fazer a "antiga tradição" de sacudir as mãos de seus adversários, voltariam a fazer a antiga tradição de zombar dos mesmos, e durante o segmento dos dois, havia crianças vestidas como os Hardy Boyz e os Dudley Boyz, brincando com escadas e mesas de brinquedo, com essas crianças se curvando para Edge e Christian que estavam em cima de uma mesa, fazendo a "Five Seconds Pose". Além disso, eles também se tornariam conhecidos por criar o golpe con-chair-to.

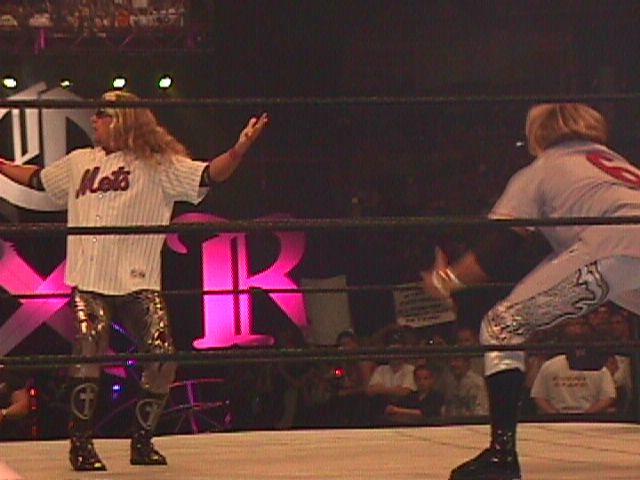
Edge e Christian no King of The Ring 2000

#### Los Conquistadores (2000)
Depois que Edge e Christian perderam seus títulos para os Hardy Boyz no Unforgiven, tiveram uma revanche no Raw is War de 25 de setembro, em uma Ladder Match, a qual perderam. De acordo com a estipulação pré-jogo, eles nunca mais poderiam lutar pelo título enquanto os Hardy Boyz o detivessem. Assim, começaram a competir sob a gimnick de Los Conquistadores. No Raw Is War de 16 de outubro, eles derrotaram os Dudley Boyz, e no Smackdown de 19 de outubro, eles ganharam uma tag team battle royal para decidir a dupla desafiante pelo título dos Hardy Boyz, e venceram. Eles derrotaram os Hardy Boyz no No Mercy para se tornarem novamente Tag Team champions.
Logo depois, uma outra equipe começou a competir como Los Conquistadores, bem como, desafiando Edge e Christian pelo seus Tag Team Championship. No Raw is War de 23 de Outubro, "Los Conquistadores" derrotaram Edge e Christian, rasgando então suas máscaras, ficando provado de que se tratava na verdade dos Hardy Boyz.

#### Team RECK (2000-2001)
Edge e Christian montaram uma stable com Kurt Angle: a chamada "Team ECK", posteriormente renomeada de "Team RECK",com a adição de Rhyno, vindo da Extreme Championship Wrestling no início de 2001.
No Armageddon, Edge e Christian lutaram em uma Four corner elimination match que incluia os campeões Right to Censor (Bull Buchanan e The Goodfather), os Dudley Boyz e uma dupla improvisada com Road Dogg e K-Kwik. Edge e Christian ganharam a luta e também o seu quarto WWF Tag Team Championship. Uma semana depois, eles perderam os títulos para The Undertaker e The Rock, mas acabaram por recupera-los.
No Royal Rumble, eles perderam novamente os seus títulos para os Dudley Boyz. Eles ajudaram os Hardy Boyz a derrotar os Dudleys em uma luta válida pelos títulos no Raw is War de 5 de março de 2001. Duas semanas mais tarde, eles derrotaram os Hardys para ganhar pela sexta vez o WWF Tag Team Championship. Mais tarde, naquela noite, eles novamente perderam os títulos para os Dudley Boyz. Na WrestleMania X-Seven, eles derrotaram os então campeões Dudley Boyz e os Hardy Boyz em uma TLC match (A qual foi apelidada de TLC II) para conseguir o seu sétimo e último WWF Tag Team Championship, mas com a ajuda de seu companheiro de equipe Rhyno. No Smackdown de 19 de abril, eles perderam o WWF Tag Team Championship para os Brothers of Destruction (Undertaker e Kane).
Um atrito surgiu então entre a equipe (assim como em toda facção RECK) quando Edge ganhou o King of the Ring 2001 (todos os quatro membros tinha ido para as semi-finais). Como resultado, no Raw is War de 03 de setembro, em sua cidade natal, Toronto, Christian parecia estar com ciúmes de seu irmão e insistiu em carregar o troféu de Edge para o ringue. Durante a noite, ele agrediu Edge com um "one-man con-chair-to" transformando-se em um heel e se aliando aos outros membros da RECK, mas que logo viriam a se separar.
Edge e Christian tiveram sua primeira reunião no SmackDown de 13 de outubro de 2002, quando derrotaram Los Guerreros (Eddie e Chavo). Eles se reuniram novamente no Raw de 15 de novembro, mas acabaram perdendo para Chris Jericho e Shelton Benjamin. A partir daí, eles se tornariam frouxamente unidos através dos seus rivais em comum, levando a mais três reuniões da tag team em 2005. Estas reuniões, oficialmente ou não, também incluíram um terceiro membro que servia como manager de Christian: Tyson Tomko.

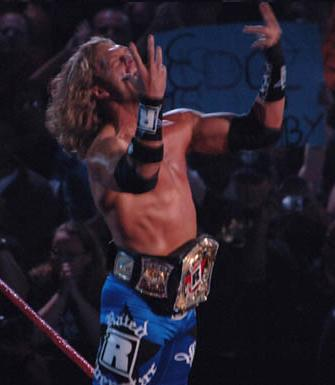
Edge como WWE Championship em 2006

#### Sucesso individual
Christian deixou a WWE em 13 de novembro de 2005. Ele estreou na Total Nonstop Action Wrestling (TNA), no pay-per view Genesis, sob o ring name "Christian Cage", que usou no circuito independente canadense. Christian fez sucesso de imediato na TNA, onde ganhou o NWA World Heavyweight Championship duas vezes. Edge também alcançou maior sucesso na WWE após a saída de Christian. Ele ganhou a 1ª Money in the Bank Ladder Match na WrestleMania 21, fazendo o cash-in do contrato no New Year's Revolution, derrotando John Cena e conquistando o WWE Championship, o seu primeiro de 11 reinados como campeão mundial.

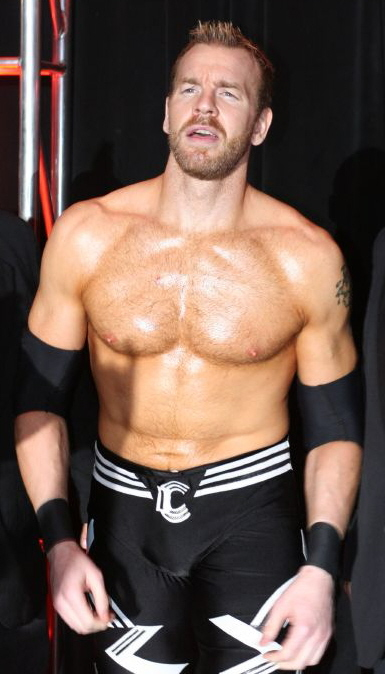
Christian atuando na TNA em setembro de 2008

#### Volta de Christian e reunião (2009-2011)
Em 2009, Christian voltou a WWE, no Backlash, tornando-se ECW Champion após derrotar o campeão Jack Swagger, ganhando seu primeiro título mundial na WWE. Posteriormente na mesma noite, Edge comemorou pela nona vez como campeão mundial, após derrotar John Cena. A dupla interagiu nos bastidores pela primeira vez desde a saída de Christian, com Christian criticando Edge por não ser mais divertido e engraçado como antes. No SmackDown após a Draft de 2010, Christian e Edge participaram de um segmento, em que se referiram a si mesmos simplesmente como amigos de infância, em vez de irmãos. Christian negaria o fato, desafiando Edge para uma luta. Edge recusou, levando a uma briga entre os dois, em que Christian venceu. No Raw de 17 de maio, em sua cidade natal, Toronto, foi marcada para Edge uma "Pick Your Poison" match com Christian como seu adversário. Edge acabou vencendo a luta com um Spear, mas no entanto, momentos depois, Randy Orton revelou que The Undertaker era de fato o seu adversário real. Christian então agarrou Edge, o arremessando novamente ao ringue, que em seguida levou um Chokeslam de Undertaker.
Eles se reuniram mais uma vez no Slammy Awards 2010. Eles apresentaram o prêmio de "Meltdown of Year", que foi ironicamente ganho por Edge, por destruir o laptop por onde o General Manager do Raw enviava suas mensagens. No Royal Rumble de 2011, Edge foi ajudado por Christian quando ele aplicou um Killswitch em Dolph Ziggler, facilitando a luta para Edge, que venceu, mantendo o seu World Heavyweght Championship. Christian voltou na Elimination Chamber e salvou Edge quando este estava sendo atacado por Alberto Del Rio logo após a sua luta. No SmackDown de 4 de março, Christian salva novamente Edge de Del Rio e seu ring announcer Ricardo Rodríguez. Na semana seguinte, Christian mais uma vez salva Edge de Del Rio e do seu WWE NXT Rookie, Brodus Clay. A dupla foi derrotada, no entanto, o que resultou em Teddy Long marcando um combate de tag team, fazendo Edge e Christian oficialmente se reunirem. Naquela noite, eles derrotaram Del Rio e Clay. Uma semana depois, Edge derrotou Brodus Clay em uma luta. Alberto atacou Edge depois, mas foi parado por Christian. A dupla brigou até que Teddy Long anunciou uma Steel Cage Match. Christian venceu Alberto. Depois, Edge tentou destruir o carro de Alberto. Ele foi parado, mas como consequência aplicou um con-chair-to em Alberto. Na semana seguinte, Teddy Long anunciou que se Edge ou Alberto se atacassem novamente antes da WrestleMania XXVII, ambos seriam banidos do evento. Christian e Del Rio lutaram mais uma vez. Christian ganhou, mas Edge, que o havia acompanhado, quase bateu em Alberto com uma cadeira. Christian parou Edge, mas depois ele mesmo acertou Del Rio com a cadeira. No Raw seguinte, a dupla mais uma vez enfrentou Del Rio e Clay. Eles os derrotaram, mas depois Del Rio aplicou um Cross Armbreaker em Christian. Edge tentou interferir, mas foi atacado por Clay.

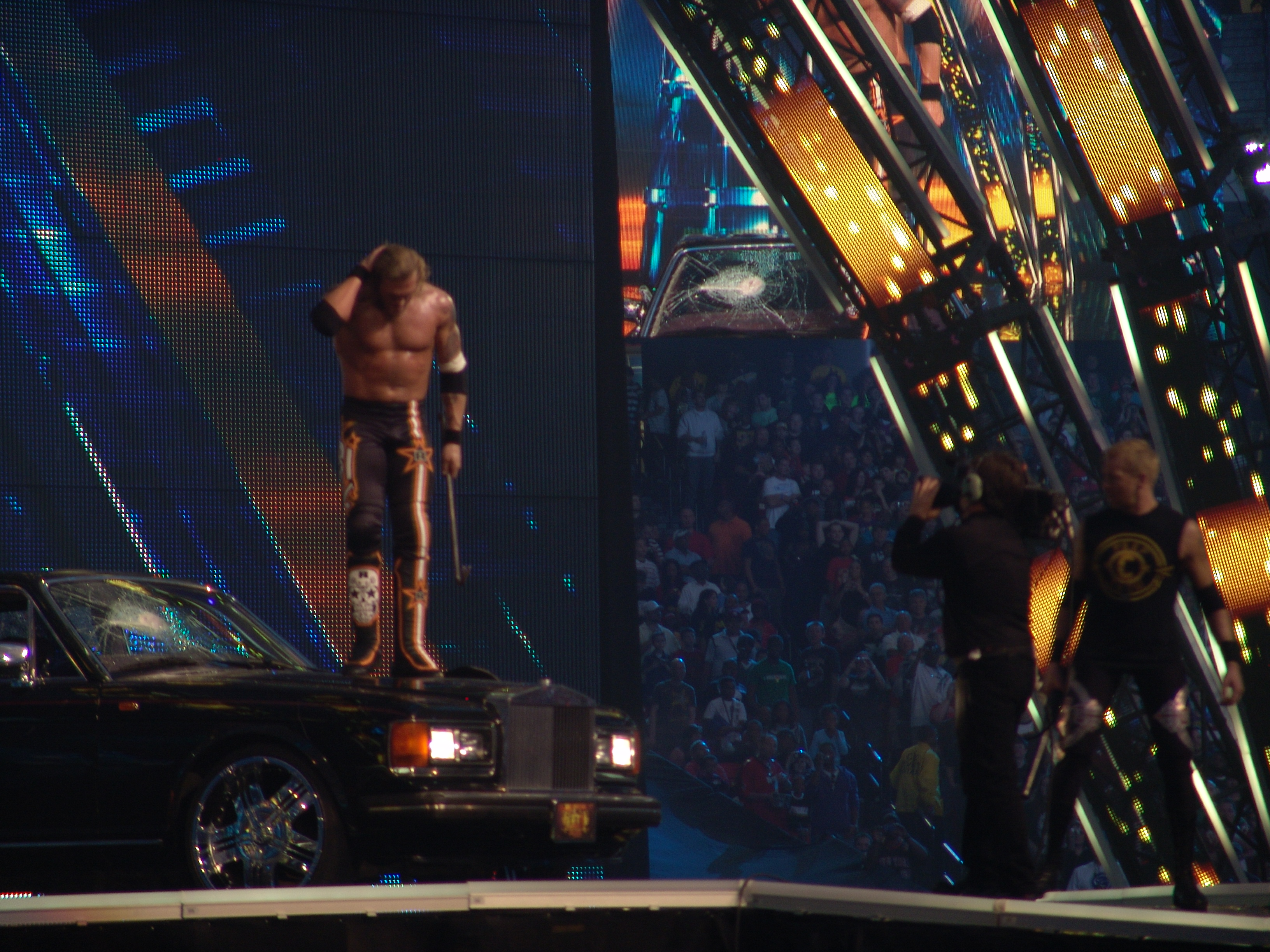
Edge e Christian destruindo o carro de Alberto Del Rio no WrestleMania XXVII.

Na WrestleMania, Edge derrotou Del Rio. Depois, com a ajuda de Christian, destruiu carro de Alberto. No Smackdown seguinte, Alberto expressou sua raiva contra Edge e Christian e prometeu fazê-los pagar. Edge em seguida entrou com o carro que ele destruiu na Wrestlemania para ameaçá-lo. Alberto exigiu uma revanche, mas Edge disse que outros mereciam mais do que ele. Após isso, Teddy agendou uma luta entre Christian e Del Rio para determinar o desafiante de Edge, que iria enfrentar-lo em uma Ladder Match no Extreme Rules. Del Rio derrotou Christian,e se tornou o desafiante.

#### Aposentadoria de Edge
No Raw de 15 de abril de 2011, Edge anunciou sua aposentadoria do wrestling profissional devido a lesão, deixando vago o World Heavyweight Championship. Após sua aposentadoria, Christian venceu uma 20-Man Battle Royal que iria determinar o desafiante de Del Rio no Extreme Rules pelo título vago. No Evento, depois de uma distração que Edge causou em Del Rio, Christian conquistou o título. Edge e Christian comemoraram a vitória e se abraçaram no ringue até o evento sair do ar.
No SummerSlam, Christian revelou que Edge seria seu manager no combate contra Randy Orton. No entanto, Edge repreendeu Christian por suas ações recentes, como cuspir no rosto de Orton, e disse que não seria o manager de Christian. No evento, Christian foi derrotado por Orton. No Smackdown de 16 de setembro de 2011, intitulado "Edge Appreciation Night", a dupla mais uma vez ficou cara a cara nos bastidores. Com Christian mais uma vez argumentando a Edge para que fosse seu manager em outra disputa pelo título. Após as gravações, uma homenagem para Edge foi ao ar e os dois fizeram a "Five Seconds Pose" pela primeira vez em 7 anos. Em janeiro de 2012, foi anunciado que Edge seria introduzido no WWE Hall of Fame. No dia 31 de março de 2012, Christian introduziu Edge. Após seu discurso de posse, Edge, juntamente com Christian, fez a "Five Seconds Pose" pela última vez na carreira.

## No Wrestling
- Finishers
  - Con-Chair-To
- Signature Moves
  - Double flapjack
  - Double spear
  - Double missile dropkick
  - Double suplex
  - Double superplex
- Managers
  - Kurt Angle
  - Terri Runnels
  - Gangrel
- Theme Music
  - "Blood" de Jim Johnston - Tema de entrada do The Brood
  - "You Think You Know Me" de Jim Johnston
  - "On The Edge" de Jim Johnston
  - "Blood Brother" de Jim Johnston - Christian (1998 - 2001)
  - "Metalingus" de Alter Bridge - Edge (2004 - 2011)
  - "Just Closed Your Eyes" de Story of the Year - Christian (2009 - atualmente)

## Títulos e Honras
- Insane Championship Wrestling
  - ICW Streetfight Tag Team Championship (1 vez)[1]
- New Tokyo Pro Wrestling
  - NTPW Pro Tag Team Championship (1 vez)[2]
- Pro Wrestling Illustrated
  - PWI Luta do ano (2000)[3] vs. The Dudley Boyz e os The Hardy Boyz em uma Triangle Ladder match na WrestleMania 2000
  - PWI Luta do ano (2001)[3] vs. The Dudley Boyz e The Hardy Boyz em uma Tables, Ladders, and Chairs match na WrestleMania X-Seven
- Southern States Wrestling
  - SSW Tag Team Championship (1 vez)
- World Wrestling Federation/WWE
  - WWF Intercontinental Championship - Edge (2 vezes)
  - WWF Light Heavyweight Championship – Christian (1 vez)[4][5][6]
  - WWF Tag Team Championship - 7 vezes[4][7][8][9][10][11][12][13][14]
  - King of the Ring 2001 – Edge[4]
  - Royal Rumble (2010) - Edge
  - 11º Grand Slam Champion - Christian
  - 23º Triple Crown Champion - Christian
  - 14º Triple Crown Champion - Edge
  - Slammy Award por "Crise do ano" (2010) – Edge
  - WWE Hall of Fame (Classe de 2012) - Edge
- Wrestling Observer Newsletter
  - Tag Team do ano (2000)